# Грејслејк (Илиноис)
Грејслејк (енгл. Grayslake) град је у америчкој савезној држави Илиноис.

## Демографија
По попису из 2010. године број становника је 20.957, што је 2.451 (13,2%) становника више него 2000. године.
| Група             | 2000.          | 2010.          |
| Белци             | 16.293 (88,0%) | 16.578 (79,1%) |
| Афроамериканци    | 293 (1,6%)     | 691 (3,3%)     |
| Азијати           | 783 (4,2%)     | 1.415 (6,8%)   |
| Хиспаноамериканци | 920 (5,0%)     | 1.853 (8,8%)   |
| Укупно            | 18.506         | 20.957         |